# Asier Villalibre
Asier Villalibre Molina (Guernica, 30 september 1997) is een Spaans voetballer die als aanvaller voor Alavés speelt. 
Villalibre stroomde in 2016 door vanuit de jeugd van Athletic Bilbao en speelde verder in zijn geboorteland voor CD Numancia, Real Valladolid, Lorca FC en Alavés. Medio 2024 keerde Villalibre terug bij Alavés, nadat hij eerder in 2023 al op huurbasis uitkwam voor de babazorros. Als jeugdinternational kwam de aanvaller uit voor Spanje onder 17, Spanje onder 18 en Spanje onder 19. 

## Loopbaan

### Athletic Bilbao
Villalibre werd geboren in het Baskische Guernica en speelde in de jeugd voor Athletic Bilbao. Tijdens het seizoen 2013/14 en het seizoen 2014/15 maakte hij twintig treffers in vijfenveertig competitieduels voor CD Baskonia, een satellietclub van Athletic Bilbao. In mei 2015 werd de aanvaller bij het tweede elftal gehaald, dat destijds uitkwam in de Segunda División. Op 24 augustus 2015 debuteerde hij op het op een na hoogste niveau in Spanje tegen Girona. Hij was dat seizoen een vaste waarde in het tweede elftal, dat het seizoen afsloot als hekkensluiter en degradeerde.
Op 3 december 2016 werd Villalibre opgeroepen voor het eerste elftal voor de Baskische derby tegen SD Eibar, mede doordat eerste spits Aritz Aduriz een schorsing uitzat. Hij maakte de volgende dag zijn debuut in La Liga, als vervanger van Iñaki Williams na 84 minuten en gaf in de blessuretijd een assist op de 3-1. Een aantal dagen later volgde ook zijn debuut in een Europese competitie. Op 2 mei van het jaar daarop werd hij voor een maand uitgeleend aan CD Numancia.
Op 20 augustus 2017 werd Villalibre voor een jaar uitgeleend aan tweedeklasser Real Valladolid. Na slechts twee doelpunten in zeventien optredens werd de huurperiode halverwege het seizoen vroegtijdig beëindigd en mocht Villalibre vervolgens het seizoen op huurbasis afmaken bij Lorca FC. Medio 2018 keerde Villalibre terug in Bilbao, waar hij het seizoen 2018/19 voornamelijk speelde in Bilbao Athletic. Hij kende een sterk seizoen, scoorde 23 doelpunten en werd topscorer van de competitie. Dit zorgde ervoor dat trainer Gaizka Garitano de spits voor het seizoen 2019/20 overhevelde naar het eerste elftal. 
Waar hij in zijn eerste seizoen nog voornamelijk als invaller fungeerde, brak Villalibre in het seizoen 2020/21 door in het eerste elftal van Athletic Bilbao. Villalibre scoorde zijn eerste competitiedoelpunt voor Athletic op 25 januari 2020, toen hij 84 minuten speelde in de 1-1 uitwedstrijd tegen RCD Espanyol. Op 17 januari 2021 leverde zijn gelijkmaker in de laatste minuut tegen FC Barcelona verlenging op en uiteindelijk een 3-2 overwinning in de finale van de Supercopa de España van 2021. Driemaal haalde Villalibre met Athletic Bilbao de finale van de Copa del Rey. Tweemaal werd er verloren, maar de derde keer ― de editie van 2023/24 ― was het raak. De spits werd dat seizoen met zes treffers (gedeeld) topscorer van het Spaanse bekertoernooi, maar kwam in de gewonnen finale tegen RCD Mallorca niet in actie.
Nadat Villalibre in het seizoen 2020/21 in totaal 35 wedstrijden had gespeeld, zakte hij de daaropvolgende jaren in de pikorde en werd hij op 30 januari 2023 uitgeleend aan Deportivo Alavés. De spits benutte in de 129e minuut van de finalewedstrijd tegen UD Levante een strafschop, wat betekende dat Deportivo Alavés promoveerde naar het hoogste niveau. Nadien keerde Villalibre weer terug naar Athletic Bilbao, waarmee hij - zoals eerder benoemd - de Copa del Rey 2023/24 won. 

### Deportivo Alavés
Op 15 juli 2024 keerde Villalibre terug naar Alavés, waar hij een vierjarig contract tekende.